# China Tribunal

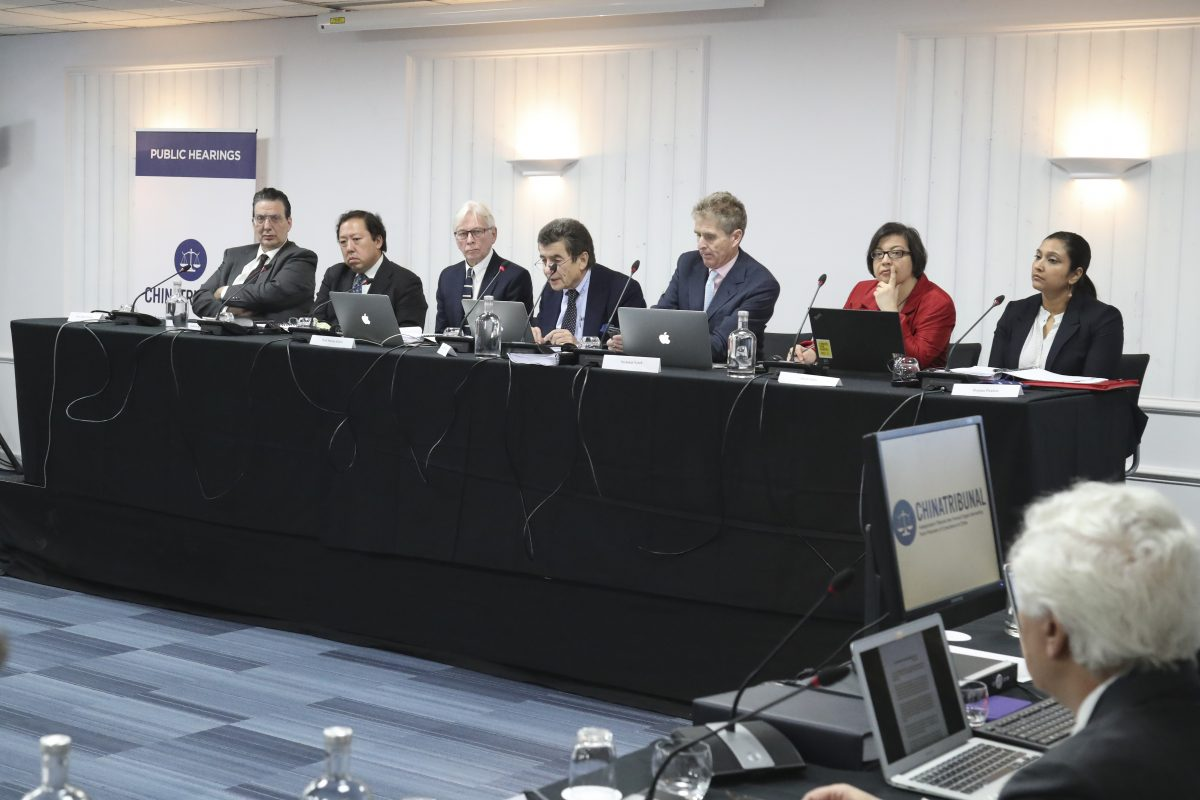
Zasedání Londýnského tribunálu (zleva) Americký historik Profesor Arthur Waldron, malajský právník Andrew Khoo, profesor kardiotororické chirurgie Martin Elliott, Sir Geoffrey Nice QC (předseda), podnikatel Nicholas Vetch, íránská právnička pro lidská práva Shadi Sadr, americká právnička Regina Paulose, v Londýně dne 8. prosince 2018.

China Tribunal, někdy také zmiňovaný jako Londýnský tribunál, vznikl na popud mezinárodní koalice ETAC, která čítá několik desítek právníků, akademických pracovníků, etiků, lékařů, výzkumníků a obhájců lidských práv, kteří se zabývají ukončením nucených odběrů orgánů v Číně. Byl zformován v roce 2018 ve Velké Británii jako nezávislý lidový tribunál sestávající ze sedmi expertů, jejichž úkolem bylo provést vůbec první nezávislou analýzu výsledků vyšetřování obvinění čínských nemocnic a transplantačních center z násilných odběrů orgánů vězňům svědomí.

## O tribunálu

### Členové tribunálu
Panel expertů vedl Sir Geoffrey Nice, jenž v minulosti zastával post hlavního prokurátora Mezinárodního trestního tribunálu pro bývalou Jugoslávii, který mimo jiné žaloval jugoslávského prezidenta Slobodana Miloševiče.
Tribunál tvoří dalších šest expertů: Martin Elliott, profesor kardiothoracické chirurgie na University College London; Andrew Khoo, právník a předsedou Ústavněprávního výboru advokátní komory v Malajsii (2019); Regina Paulose, advokátní koncipientka působící v USA se zaměřením na mezinárodní trestní právo a lidská práva; Shadi Sadr, íránská právnička v oblasti lidských práv a spoluzakladatelka neziskové organizace Spravedlnost pro Írán; Nicholas Vetch, podnikatel a spoluzakladatel veřejných společností angažovaný v řadě nevládních organizací v oblasti lidských práv a vzdělávání; Arthur Waldron, americký historik a profesor mezinárodních vztahů na katedře historie na University of Pennsylvania specializující se na Čínu, původ a vývoj nacionalismu a studium válek a násilí obecně.
Post poradce tribunálu zastával Hamid Sabi, londýnský advokát s mezinárodní praxí v oblasti lidských práv, rozhodčího řízení a soudních sporů. Působil jako právní zástupce a zpravodaj Tribunálu pro Írán, který byl nezávislým lidovým tribunálem vyšetřujícím masové vraždy politických vězňů Íránskou islámskou republikou v 80. letech.

### Konečný rozsudek
V souvislosti s obviněním ze státem podporovaného násilného odebírání orgánů pronásledovaným skupinám v Číně, vypovídalo před tribunálem více než padesát svědků, vědců, zdravotních profesionálů, novinářů a přeživších vězňů, včetně stoupenců duchovní praxe Fa-lun-kung a Ujgurů.
17. června 2019 vynesl konečný rozsudek. „Členové Tribunálu jsou si jisti - jednohlasně a bez jakýchkoli pochybností - že v Číně je po dlouhé časové období praktikován nucený odběr orgánů od vězňů svědomí, zahrnující velmi mnoho obětí...“
Dále také tribunál poukazuje na to, že každý, kdo jedná s čínskými představiteli, úřady a vládou, by si měli být vědomi toho, že jednají se zločinným režimem.
Další body které obsahují závěry tribunálu:
- čínské nemocnice nabízejí mimořádně krátké čekací doby pro vyhledání orgánů vhodných k transplantaci
- v ČLR existuje mnoho případů mučení následovníků Fa-lun-kungu a Ujgurů
- číselná data (včetně oficiálních čísel ČLR), poskytnutá jako důkazy ukazují nedostatek dobrovolných dárců pro naplnění množství prováděných transplantací, což dále podporuje nezbytnou existenci nedobrovolných dárců
- masivní rozvoj infrastruktury zařízení a zdravotnického personálu provádějícího transplantace orgánů, často začal dříve, než byl v ČLR plánován vývoj dobrovolného systému dárců
- v ČLR dochází ke zločinům proti lidskosti v rámci represí následovníků Fa-lun-kungu
„Nucené odběry orgánů byly po mnoho let páchány po celé Číně ve významném měřítku,“ uzavřel soud ve svém konečném rozsudku a tuto praxi označil za „bezprecedentní zkaženost srovnatelnou s vraždami masovými zločiny spáchanými v minulém století“.

## Reakce čínského režimu
Dle právního zástupce Hamida Sabima tribunál opakovaně zval na slyšení představitele čínského režimu včetně předních čínských zdravotníků a úředníků čínské ambasády v Londýně. Na pozvání však nikdo z nich nereagoval.
Čínský režim obvinění již v minulosti opakovaně popřel a současné závěry tribunálu zpochybňuje jako „politicky motivované a nepravdivé“, přičemž však zároveň neposkytl žádné důkazy, které by obvinění a závěry vyvrátily, uvedl list The Guardian.
„Čínská vláda vždy dodržuje hlavní zásady Světové zdravotnické organizace o transplantaci lidských orgánů a v posledních letech posílila své řízení o transplantaci orgánů. Dne 21. března 2007 přijala čínská státní rada nařízení o transplantaci lidských orgánů za předpokladu, že darování lidských orgánů musí být prováděno dobrovolně a bezplatně. Doufáme, že Britové nebudou klamáni zvěstmi,“ sdělily čínské úřady listu The Guardian, 17. června 2019.

## Předcházející reakce mezinárodního společenství

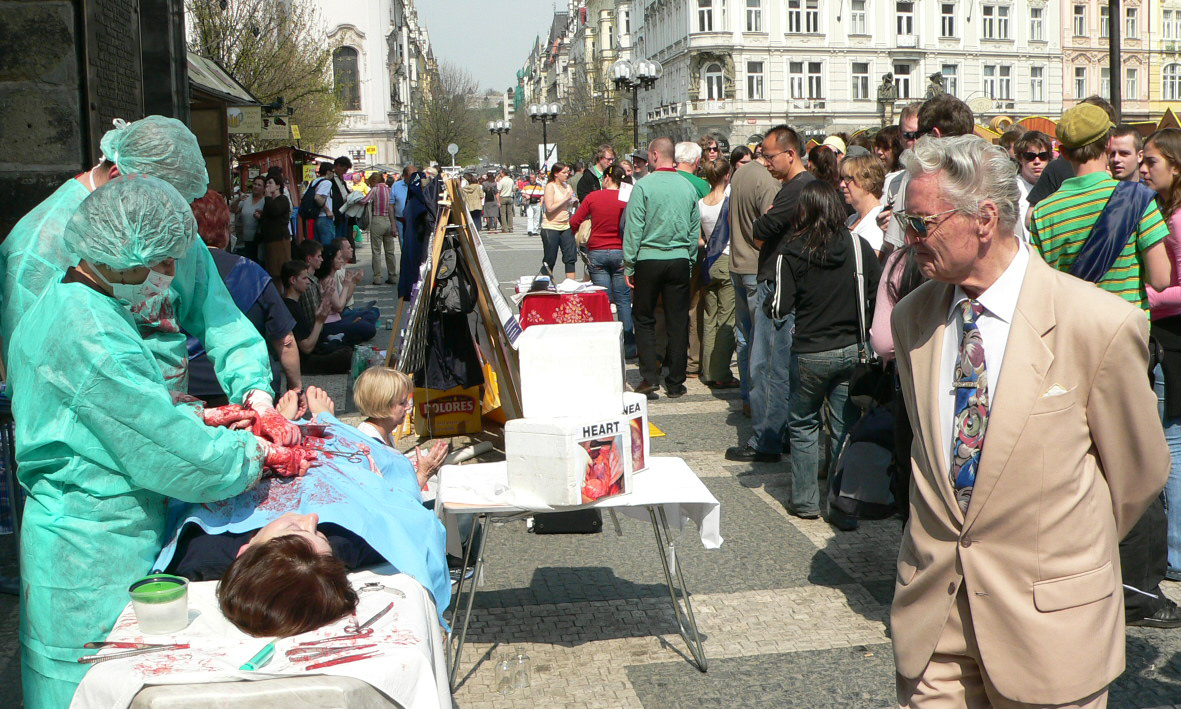
Simulace odebírání orgánů živým praktikujícím Fa-lun-kungu v čínských vězeních, na protestní akci v Praze, Staroměstské náměstí

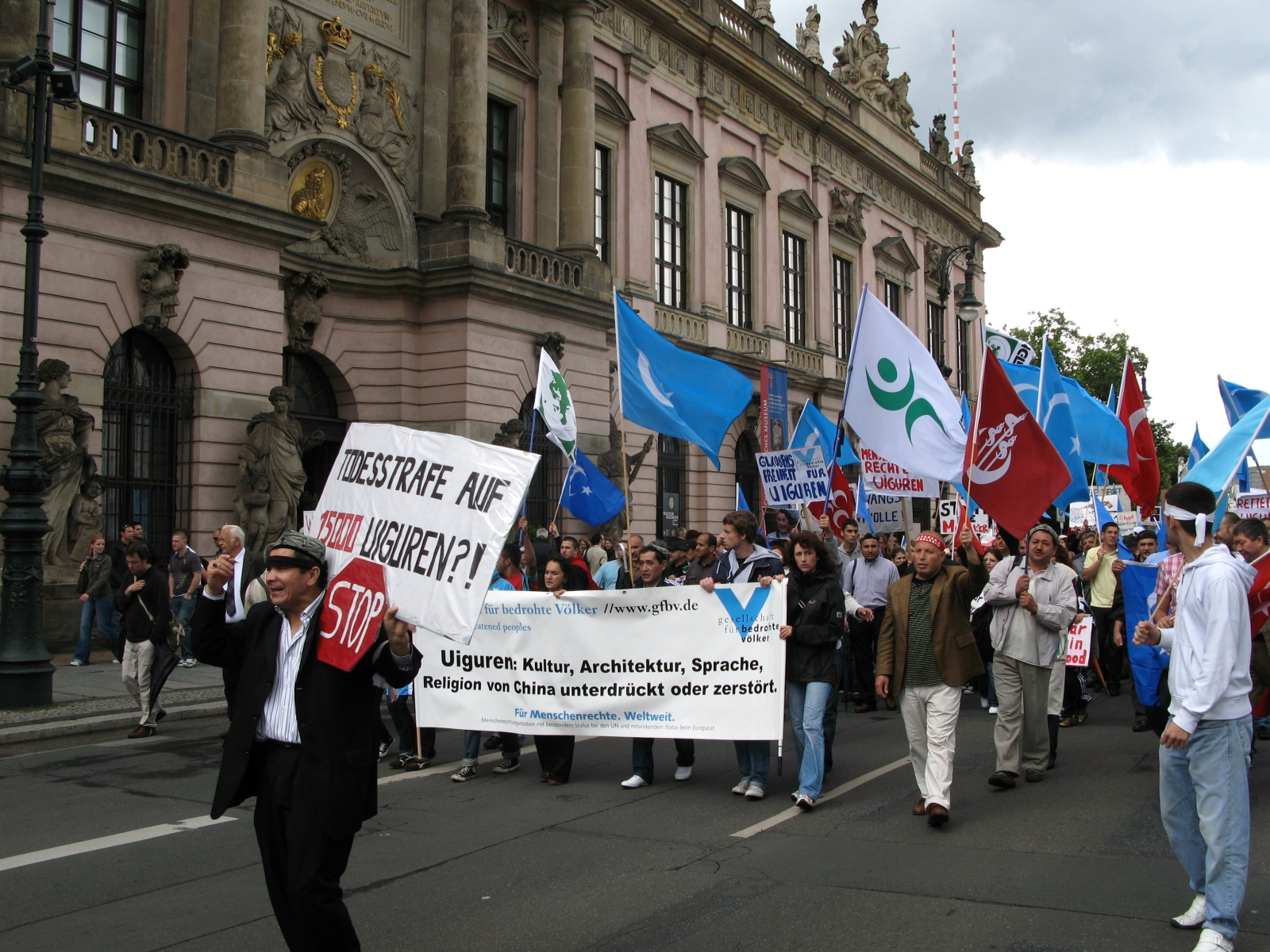
Protest ujgurské komunity v Berlíně po násilnostech v Urumči v roce 2009

Obvinění opakovaně projednával Evropský parlament (2006  , 2008, 2010 a 2013) a následně také Ministerstvo zahraničí USA (2012) a Kongres USA (2014) a (2016).Tyto instituce uznaly předložené důkazy jako důvěryhodné a schválily rezoluce vyzývající čínský režim k neprodlenému ukončení praktik, započetí nezávislého vyšetřování, propuštění vězněných následovníků Fa-lun-kungu a stíhání viníků. Obvinění byla nyní rozšířena také o informace, že stejným způsobem jsou podle vyšetřovatelů zneužívány další skupiny čínských vězňů svědomí – křesťané, Tibeťané a Ujgurové.
Od roku 2006 žádalo několik zvláštních zpravodajů OSN čínskou vládu o podání vysvětlení ke vzneseným obviněním a o jejich vyvrácení. V listopadu 2008 vznesla kritiku vůči nedostatečné evidenci transplantací v Číně také OSN a ve své zprávě vyzvala Čínu, aby provedla nezávislé vyšetřování tvrzení, že byli někteří následovníci Fa-lun-kungu mučeni a že jim byly násilně odebrány tělesné orgány, anebo pověřila vyšetřováním třetí stranu. Dále, aby přijala opatření, jež by odhalila zodpovědné osoby a vedla k jejich trestnímu stíhání.
Čínské úřady v odezvě na žádosti OSN informace nepředložily a popřely, že by měly jakékoliv statistiky transplantací orgánů za období 2000-2005. Dále prohlásily, že data, z nichž zpráva OSN vychází, pocházejí z knihy Krvavá sklizeň od Kilgoura a Matase a nejsou doložená. Možnost nezávislého vyšetřování čínský režim nepřipustil.
Od roku 2006 přijalo světové lékařské společenství řadu omezení vůči čínskému transplantačnímu odvětví. Izrael (2006), Malaisie (2007 a 2011), Španělsko (2013), Tchaj-wan (2015) a Itálie (2016) vydaly zákony omezující a postihující občany, kteří by vycestovali do Číny za účelem transplantace. Belgie, Kanada, Francie a Velká Británie zákony také navrhly, ale dosud neschválily. Australské ministerstvo zdravotnictví v roce 2006 zrušilo veškeré vzdělávací programy určené čínským lékařům.
V červenci 2007 praktiky odsoudila Česká transplantační společnost a následně se v roce 2012 Česká lékařská komora připojila k mezinárodní výzvě za nezávislé vyšetřování adresované OSN, kterou iniciovalo sdružení doktorů DAFOH a podepsaly 3 miliony lidí.

### Další zdroje
Česká média:
- Křesťan dnes, Čína podle londýnské komise dál nuceně odebírá orgány vězňům
- Český rozhlas, Lucie Vopálenská S jakým závěrem skončil nezávislý tribunál o odebírání orgánů v Číně (od 21. minuty)
- I-dnes, Ditta Kotoučová Nové srdce, ledvina či játra za pár týdnů. Čína dál odebírá orgány vězňům
- Lidovky, Martin Hampejs Konec turistiky za orgány. Británie chce pacientům zakázat cestování do Číny
- Prima TV, Benjamin Kuras Komentář Benjamina Kurase: Zpráva o stavu civilizace (35) – Sklizeň lidských orgánů v Číně Archivováno 3. 6. 2020 na Wayback Machine.
- Epoch Times ČR, Milan Kajínek Londýnský tribunál vynesl rozsudek – čínské nemocnice zneužívají vězně svědomí k transplantacím
- Týden, V Číně odebírají vězňům orgány, došel nezávislý soud k závěru
- Seznam zprávy, David Krkoška Britové jezdí do Číny za „orgánovou turistikou“. Poslanci chtějí zákaz

Zahraniční média:
- The Guardian, Owen Bowcott China is harvesting organs from detainees, tribunal concludes
- Forbes, Zak Doffman China Killing Prisoners To Harvest Organs For Transplant, Tribunal Finds
- ABC News, Fu zhiyong China forcefully harvests organs from detainees, tribunal concludes
- The Epoch Times, Cathy He ‘Unmatched Wickedness’: Tribunal Confirms Longstanding Allegations of Organ Harvesting by China